# Réfrigération magnétique
La réfrigération magnétique utilise l’effet magnétocalorique (EMC), c'est-à-dire le fait que la température de certains matériaux augmente ou se réduit quand on les soumet à une certaine variation temporelle du champ magnétique. 
Plus précisément, il s'agit d'un système de « réduction d'entropie d'un matériau paramagnétique », reposant sur la propriété physique de certains matériaux magnétiques qui voient leur température intrinsèque s'élever quand ils sont soumis à un champ magnétique. Ce phénomène est maximal lorsque la température du matériau est proche de sa température de Curie. 

« Cet effet repose sur la transition critique paramagnétique/ferromagnétique du matériau, qui se traduit par une augmentation de la température lorsqu'on lui applique rapidement un champ magnétique ; inversement la désaimantation entraîne un refroidissement » (Mira, 2012) . 
Des enjeux énergétiques, écologiques et climatiques sont souvent évoqués. Depuis les années 2010, la magnétocalorie suscite un grand intérêt en tant qu'espoir d'alternative aux dispositifs de climatisation ou réfrigération classique trop gourmands en électricité, et utilisant souvent des caloporteurs ou fluides frigorigènes nocifs et polluants (contributeurs à l'effet de serre et/ou dégradant la couche d'ozone). Les frigos pourraient aussi devenir totalement silencieux.

## Histoire

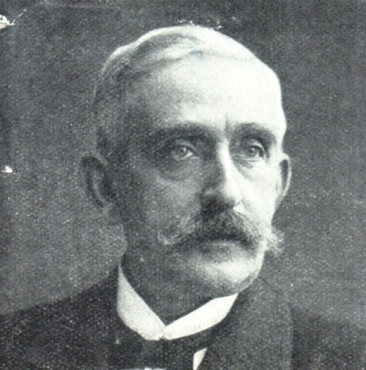
Emil Gabriel Warburg (1846-1931), qui en 1881 découvrit l'effet magnétocalorique dans le fer

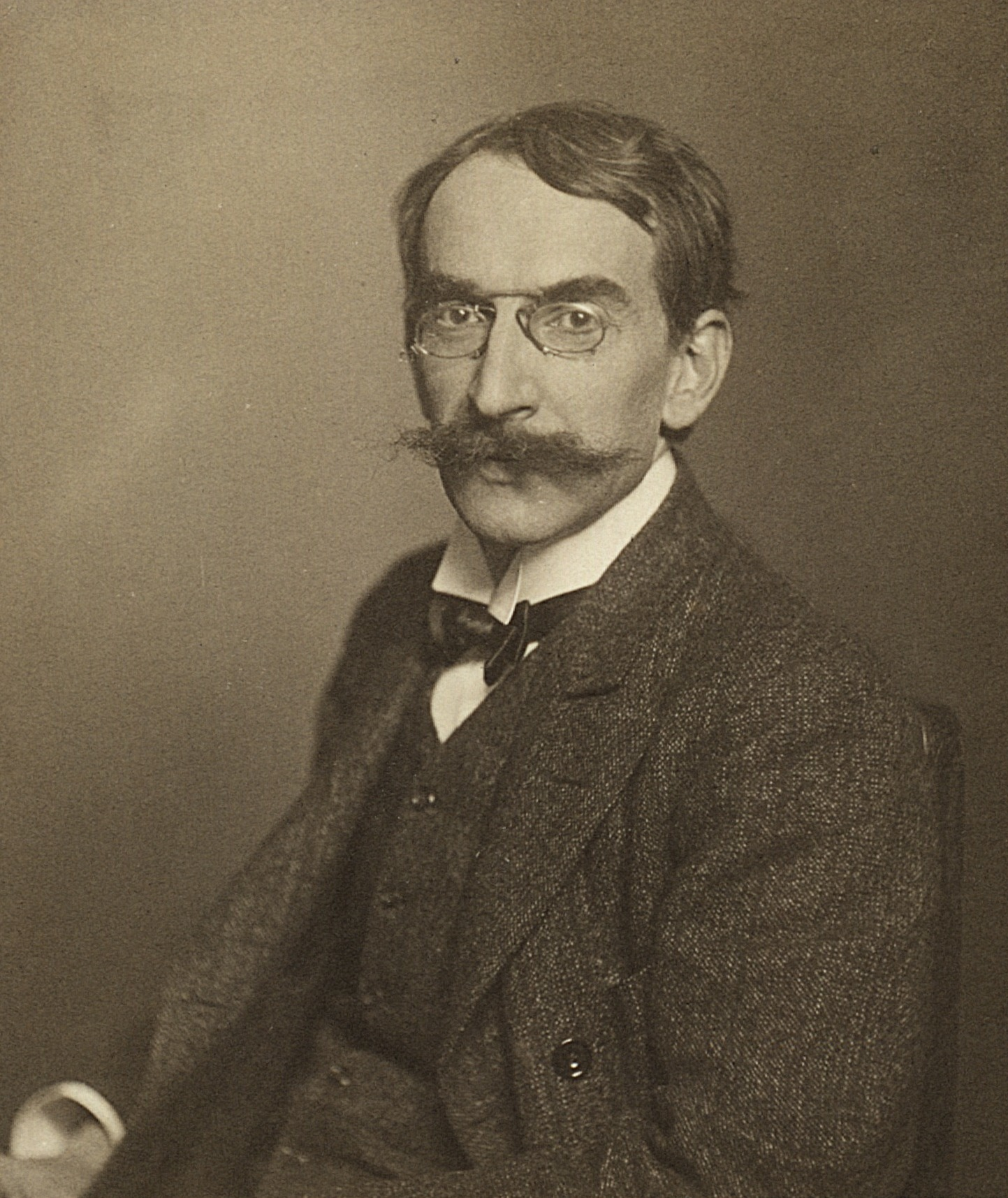
Pierre Weiss (1865-1940), qui découvrit l'effet magnétocalorique réversible (effet thermique induit par l'aimantation de certains matériaux)

Le principe est ancien, basé sur une observation thermomagnétique faite en 1600 par W. Gilbert, mieux comprise par le physicien allemand Emil Warburg, qui en 1881 découvre l'effet magnétocalorique dans le fer, avant qu'en 1918 les physiciens français Pierre Weiss et Auguste Picard démontrent la réversibilité de ce « phénomène magnétocalorique » (EMC), ouvrant la voie à la création de nombreux prototypes et d'une littérature associée), mais les premiers systèmes a approcher le 0 Kelvin ne datent que de la première moitié du XXe siècle : 
- en 1933 W.F. Giauque et D.P. MacDougall créent un dispositif atteignant des températures proches du 0 K avec un champ magnétique de 0,8 T grâce à la désaimantation adiabatique d’un sel paramagnétique de Gd2(SO4)3 et à de l’hélium liquide[9].
- en 1951, Darby et al. créent un régénérateur magnétocalorique à deux étages avec des matériaux ayant des points de Curie différents. Ils descendent à 3 mK pour une induction de 0,42 T. Par la suite un grand nombre de prototypes à points de Curie multiples ont été conçus[10].
- en 1976, G.V. Brown invente un premier dispositif à température ambiante, atteignant un écart de 47 K via à un champ magnétique de 7 T généré par une bobine supraconductrice[11], et en 1978, il réussit à doubler la performance de son système en y intégrant des cycles de Stirling[12] ;
- En 2006, deux équipes (Vasile et Muller[13] et  Yao et al.) créent chacune un dispositif utilisant un champ magnétique simplement créé par des aimants permanents NdFeB (générant jusqu’à 1,9 T dans l’entrefer sans aucun besoin de refroidissement)[14].
- En 2014, Jacobs et al. améliorent la performance d'un dispositif qui atteint une puissance de refroidissement d’environ 2,5 kW, pour un écart de température de 11 K, grâce à un champ magnétique de 1,44 T généré par des aimants permanents NdFeB, appliqué à un matériau composé de LaFeSiH. Le fluide caloporteur est de l’eau[15].
- en 2018, Chaudron & al, créent ce qui semble être le plus gros dispositif de réfrigération magnétique à ce jour[16].

- la réfrigération magnétique est ensuite utilisée dans de nombreux prototypes, dont en lien avec des pompes à chaleur, travaillant à température ambiante[1].

## Principe
En théorie, seuls certains matériaux magnétiques tel le gadolinium (du groupe des terres rares), l'arsenic ou certains alliages présentent un saut de température suffisant pour pouvoir être exploités dans le domaine du froid magnétique. Ces corps purs possèdent une température de Curie proche de la température ambiante (293 K = 20 °C) et un EMC géant, notamment le gadolinium. C'est pourquoi, ce dernier est souvent utilisé dans les démonstrateurs de « frigo magnétique ». 
Toutefois, ce matériau est rare, coûteux, et hautement toxique sous ses formes ioniques (Gd3+) ;  et depuis son usage comme agent de contraste pour les IRM, il est devenu un des contaminants marins trouvé dans les coquillages filtreurs (coquilles St Jacques notamment) ; d'autre part, l'arsenic est commun, mais également très toxique.
En outre le Gd ou l'As ne sont pas assez performant pour créer un EMC capable de concurrencer les dispositifs réfrigérants classiques.

## Fonctionnement
Deux principales techniques sont déjà opérationnelles, toutes deux basées sur la désaimantation adiabatique,.
La première permet d'atteindre des températures assez basses pour la réfrigération à température ambiante. Elle se fonde sur le cycle suivant :
1. aimantation adiabatique : au départ, le matériau est en équilibre thermique avec le système à réfrigérer. Puis, on élève la température du matériau au-dessus de celle du réservoir chaud en lui appliquant un champ magnétique {\displaystyle B} ;
2. transfert isomagnétique d'entropie : en gardant {\displaystyle B} constant, le matériau est mis en contact thermique avec le réservoir chaud. De l'énergie thermique est alors transférée du matériau vers le réservoir ;
3. désaimantation adiabatique : le matériau est à nouveau isolé thermiquement. On ramène {\displaystyle B} à zéro. Le matériau voit donc sa température baisser en dessous de celle du système à réfrigérer ;
4. transfert isomagnétique d'entropie : le matériau est maintenant mis en contact thermique avec le système à réfrigérer. Il en résulte un transfert d'énergie thermique du système vers le matériau jusqu'à ce que l'équilibre thermique s'établisse. Le cycle peut alors recommencer.

Ce cycle a pour inconvénient que la température du paramagnétique doit descendre au-dessous de la température que l'on souhaite faire atteindre au système à réfrigérer. Elle ne permet donc pas d'atteindre des températures très basses.
La seconde technique contourne ce problème et atteint les températures les plus proches du zéro absolu. Elle se fonde sur le cycle suivant :
1. aimantation adiabatique : l'intensité du champ magnétique {\displaystyle B} est augmentée de manière à ajuster la température du matériau à celle du réservoir chaud ;
2. transfert isotherme d'entropie : le matériau est mis en contact thermique avec le réservoir chaud. L'intensité de {\displaystyle B} est augmentée lentement de manière à avoir un transfert d'entropie du matériau vers le réservoir chaud à température constante ;
3. désaimantation adiabatique : on isole le matériau thermiquement puis on baisse rapidement l'intensité de {\displaystyle B} pour ajuster la température du matériau à celle du système à réfrigérer ;
4. transfert isotherme d'entropie : le matériau est mis en contact thermique avec le système à réfrigérer. On diminue lentement l'intensité de {\displaystyle B} de façon à avoir un transfert d'entropie du système vers le matériau à température constante. Le cycle peut alors recommencer.

Son efficacité dépend essentiellement de deux paramètres : la variation de température à entropie constante du matériau paramagnétique ({\displaystyle \Delta T_{adiab}})  ;et la variation d'entropie à température constante ({\displaystyle \Delta S_{iso}}), c'est-à-dire de la quantité d'entropie que peut absorber ou rejeter le matériau à température donnée.
Un réfrigérateur magnétique pourrait aussi être associé à un réfrigérateur à gaz (en cascade ou en parallèle).

## Espoirs et enjeux prospectifs
Depuis au moins les années 1990  avec par exemple Ashley qui en 1994  annonçait « les frigos du futur »), certains auteurs et prospectivistes voient là une possible et proche révolution pour certaines technologies vertes (production de calories et frigories, climatisation, systèmes de froid...) avec un rendement meilleur que celui des systèmes à compression utilisant des fluides tous plus ou moins polluants et/ou inflammables.
Les promoteurs de cette technique espèrent pouvoir :
- réduire la consommation d'électricité liée à la production de froid (environ 15% de la consommation mondiale d’électricité au début du XXIe siècle)[3] ;
- inventer de nouveaux moyens d'alimenter des réseaux de froid (de quartiers ou de bâtiments[24]), des frigos individuels, des systèmes de liquéfaction des gaz[25] ou encore des systèmes embarqués (ex climatisation de voiture[26]), sans fluides frigorigènes dangereux, chers ou polluants

La mise au point (années 2010) d'alliages à base de cobalt, manganèse, silicium et germanium ou de céramiques et de terres rares présentant des propriétés analogues laisse envisager la réalisation et la mise sur le marché de réfrigérateurs magnétiques silencieux,  économes (car à haut rendement)et écologiques destinés au grand public. Ils ne contiendraient ni gaz destructeur de la couche d'ozone, ni gaz à effet de serre, ni gaz dangereux ou toxique.

## Limites et obstacles à l'industrialisation
En 2009 le principal obstacle à une industrialisation reste le besoin de bobines ou électroaimants supraconducteurs (qu'il faut donc refroidir), et la nécessité pour obtenir un rendement intéressant de générer d'un champ magnétique très élevé (de l'ordre de 5 teslas) . Il faudrait pouvoir augmenter l’induction magnétique à coût raisonnable. 
Des progrès sont encore nécessaires dans les matériaux ou alliages magnétocaloriques (MMC) pour des applications fonctionnant longtemps et à température ambiante ; Il faut aussi et optimiser les échanges thermiques entre le « matériau magnétocalorique » et le fluide caloporteur.
Il faut enfin contrôler la corrosion et du vieillissement des matériaux magnétocaloriques (Gd6Co1.67Si3, Ni2Mn0.75Cu0.25Ga et Pr0.66Sr0.34MnO3) en contact avec le fluide caloporteur (par exemple, le gadolinium s'oxyde rapidement dans l'air humide, réagit avec l'eau et est soluble dans les acides dilués).
Dans les années 2010, on étudie les relations entre la transition magnéto-structurales d’alliages de Heusler Ni2Mn0.75Cu0.25Ga ; la distribution cationique dans la structure cristalline et/ou la microstructure de ces matériaux émergents.
Les effets de l'exposition chronique d'organismes vivants à certains champs électromagnétiques sont encore discutés, et mal connus pour de nombreuses espèces. 

## Recherche
Pour une utilisation fiable et à grande échelle, des chercheurs explorent, caractérisent et modélisent les aspects magnéto-statique, magnéto-calorique et thermo-fluidique, éventuellement à l'échelle de nanomatériaux ou dans le domaine des terres rares. 
On cherche aussi à produire 
- des matériaux magnétocaloriques non polluants, soutenables, stables et peu couteux
- des systèmes miniaturisés et sécurisés d'induction magnétique, si possible à base d'éco-matériaux ou des matériaux facilement recyclables, n'interférant pas avec l'environnement, tout en assurant une montée rapide en induction, puis une induction constante, puis une décroissance rapide de l’induction puis une phase d'induction nulle, ceci de manière répétée durant toute la durée de vie du matériel réfrigérant.
- des mini- et micro-échangeurs thermiques[33], d'étudier et évaluer le vieillissement et notamment la résistance à la corrosion (à moyen et long terme) des matériaux magnéto-caloriques en contact avec le fluide caloporteur et soumis à des cycles de aimantation/désaimantation[34].

En France, l'Institut polytechnique de Grenoble fait partie des unités de recherche en pointe sur le sujet, mais d'autres structures sont également intéressées par ces questions, dont par exemple l'INRIA (voir bibliographie, plus bas).